# Matthías Jochumsson
Matthías Jochumsson (1835. november 11. – 1920. november 18.) izlandi költő, író, és műfordító. 
Az ország legnagyobb költőjének számított fél évszázadon át. Sok izlandi őt tartja Izland nemzeti költőjének. Nevét leginkább az tette ismertté, hogy ő írta hazája nemzeti himnusza, a Lofsöngur szövegét. Az ország 1874 nyarán ünnepelte az első telepes, a norvég Ingólfur Arnarson Izlandra költözésének ezredik évfordulóját. A verset Pétur Pétursson, Izland püspökének megbízására írta meg 1873-1874 telén Edinburgh-ban, és Londonban.

## Pályafutása
Jochumsson szegény paraszti nagycsaládban született, sokáig nem volt pénzük iskolába járatni a gyerekeket, ezért Matthías is csak viszonylag későn kezdett tanulni. A reykjavíki Teológiai Iskolában érettségizett, majd egy kis gyülekezet lelkésze lett a főváros mellett. 1873-ban otthagyta az egyházközséget, mert lelki gondok gyötörték, egyrészt második felesége elvesztése (Izland lakosságának túlnyomó többsége az evangélikus egyház tagja) okozott sérüléseket, másrészt vallási-világnézeti válságba került, ami egyébként élete korai szakaszát végigkísérte. Ezután egy ideig lapszerkesztő volt, majd pár év múlva visszatért az egyházi szolgálathoz, és két nagyobb gyülekezetet is pásztorolt, végül a századfordulón ő lett az első izlandi, akinek a parlament nyugdíjat ítélt meg. Akureyri díszpolgára és az Izlandi egyetem díszdoktora volt. Gyászversei Izland vallásos költészetének legszebb darabjai.
Egyházi tevékenysége mellett a világirodalom számos remekművét (Shakespeare négy színművét, Byron Manfred, Ibsen Brand című műveit, Esaias Tegnér Frithiofs saga c. óészaki sagáját és számos német, skandináv, angol költő versét) fordította le izlandi nyelvre (rendkívül sokat utazott szerte Európában, és ezért sok nyelvet beszélt). A modern izlandi dráma megalapítójának is tartják, fő drámája a Útilegumennirnir (A törvényenkívüliek). Önéletrajza 1922-ben jelent meg Sögukaflar af sjálfum mér (Történetek életemből) címmel.